# سرخيو روميرو
سيرجيو جيرمان روميرو (بالإسبانية: Sergio Germán Romero)‏ من مواليد (22 فبراير 1987 في ميسيونس) هو لاعب كرة قدم أرجنتيني يلعب بمركز حارس مرمى سابق، لعب ل نادي مانشستر يونايتد الإنجليزي قادماً من نادي سامبدوريا.

## روابط خارجية
- سرخيو روميرو على موقع الاتحاد الدولي (مؤرشف)  (الإنجليزية)
- سرخيو روميرو على موقع الاتحاد الأوربي (الإنجليزية)
- سرخيو روميرو على موقع إي إس بي إن إف سي (الإنجليزية)
- سرخيو روميرو على موقع قاعدة بيانات كرة القدم.إي يو (الإنجليزية)
- سرخيو روميرو على موقع ليكيب (الفرنسية)
- سرخيو روميرو على موقع ناشيونال فوتبول تيمز (الإنجليزية)
- سرخيو روميرو على موقع Soccerbase.com (لاعب) (الإنجليزية)
- سرخيو روميرو على موقع Soccerway.com (الإنجليزية)
- سرخيو روميرو على موقع عالم كرة القدم.نت (الإنجليزية)
- سرخيو روميرو على موقع كووورة